# Orzens
Orzens je obec v západní (frankofonní) části Švýcarska, v kantonu Vaud, v okrese Jura-Nord vaudois. V roce 2018 žilo v obci 196 obyvatel. 

## Historie
Obec je poprvé zmiňována v roce 1177 jako Orsens. 

## Poloha
Obec se nachází v zalesněných kopcích nad levým břehem Mentue. Skládá se z vesnice Orzens a osady Champs Plats. Sousedí s obcemi Bioley-Magnoux, Cronay, Donneloye, Essertines-sur-Yverdon,  Oppens, Pailly a Ursins.

## Demografie
V roce 2000 hovořilo 95,9 % obyvatel obce francouzsky. Ke švýcarské reformované církvi se ve stejném roce hlásilo 70,1 % obyvatel, k církvi římskokatolické 8,6 % obyvatel.